# Ha Dzsivon
Ha Dzsivon (hangul: 하지원, RR: Ha Ji-won, ’születési nevén 전해림 Cson Herim’; 1978. június 28.) dél-koreai színésznő.

## Pályafutása
Ha Dzsivon B-minőségű horrorfilmekben kezdte pályafutását, majd a Sex Is Zero című vígjátékban szerepelt. Később a televíziós sorozatok elismert színésznője lett, olyan sorozatokban szerepelt, mint a Damo, What Happened in Bali és a Hwang Jin-i. Utóbbiért számos rangos televíziós díjat is elnyert. 2009-ben sikeres mozifilmet forgatott Tidal Wave címmel. 2010-ben a nagy sikerű Secret Garden című televíziós sorozatban egy kaszkadőrnőt alakított Hjon Bin oldalán.  A szerep felkészítette a következő filmjére, a Sector 7-re, melyben Ha tabukat döntögetett a koreai filmezés történetében: nő játszott akciófilmben főszerepet. Ez merőben szokatlan a koreai kultúrában, ahol a nők által alakított szerepeket konzervatív tradíciók alakítják. Ha Dzsivon úszással, súlyzózással erősített a filmhez, megtanult mélybúvárkodni és egy hét alatt szerzett jogosítványt motorvezetésből. Az első koreai IMAX 3D filmben nyújtott alakítása után a koreai Angelina Jolie-ként kezdték emlegetni. 2012-ben Ha Dzsivon az olimpiai aranyérmes híres dél-koreai asztaliteniszezőnőt, Hjon Dzsonghvát alakította a Korea című filmben, a szerepért meg kellett tanulnia asztaliteniszezni. Szintén 2012-ben a The King 2 Hearts című televíziós sorozat főszereplőjét játszotta, egy észak-koreai nőt formált meg, aki a dél-koreai herceg (később király) felesége lett. A színésznő dublőr nélkül játszotta el a veszélyes jeleneteket is, a hitelesség kedvéért nyelvtanárok segítségével sajátította el az északi dialektust.
Zenei pályafutása a Wax nevű együttes Mother's Diary című dalával kezdődött, 2000-ben. Nem sokkal ezután élőben is fellépett az Oppa dalával az együttesnek. Ha Dzsivon Home Run címmel kiadta a debüt albumát 2003-ban. Az album címéül szolgáló Home Run dal, az énekes Psy közreműködésével később a Reversal of Fortune film betétdala lett. Később élőben is előadták a dalt, hogy reklámozzák a filmet. 2004-ben Ha Dzsivon felénekelt egy dalt a Love, So Divine filmhez színésztársaival, Kvon Szanguval és Kim Inkvonnal. Nyolc év elteltéve Ha Dzsivon a AA együttes debütáló dalát egészítve ki lépett újra színpadra, a K-pop Super Concerten, 2011-ben.
2012-ben kiadott egy könyvet, This Moment címmel.

## Filmográfia

### Filmek
- 2000: Truth Game, Nightmare, Ditto
- 2002: Phone, Sexy Is Zero
- 2003: Reversal of Furtune
- 2004: 100 Days with Mr. Arrogant, Love, So Divine
- 2005: All for Love, Daddy-Long-Legs, Duelist
- 2007: Miracle on 1st Street
- 2008: BA:BO, His Last Gift
- 2009: Tidal Wave, Closer to Heaven
- 2011: Sector 7
- 2012: As One
- 2013: The Hauntresses

### Televíziós sorozatok
- 1996: Adults don't know
- 1998: Dragon's Tears
- 1999: Dangerous Lullaby, Hak Gyok 2
- 2000: Secret
- 2001: Life is Beautiful
- 2002: Days in the Sun
- 2003: Damo
- 2004: Something Happened in Bali
- 2005: Fashion 70's
- 2006: Hwang Jini
- 2010: Secret Garden
- 2012: The King 2 Hearts
- 2013: A császárság kincse
- 2015: The Time We Were Not In Love